# Тип 80 (пистолет)
Тип 80 (англ. Type 80) — китайский автоматический пистолет калибра 7,62 мм.

## История
Разработан в конце 1970-х годов для не имеющих штатного автоматического оружия подразделений специального назначения Народно-освободительной армии Китая. Принят на вооружение в 1980 году.

## Конструкция
Тип 80 создан путём доработки и модернизации конструкции немецкого автоматического пистолета Маузер C-96, производившегося и применявшегося в Китае в первой половине XX века.
При сохранении общей компоновки исторического прототипа (расположение отъёмного магазина перед спусковой скобой) и также систему запирания подвижного ствола качающейся в вертикальной плоскости боевой личинкой, расположенной под затвором, Тип 80 получил спроектированный в начале 1930-х годов германскими оружейниками Йозефом Никелом и Карлом Вестингером ударно-спусковой механизм с расположенным слева над рукояткой переводчиком режима огня, который позволяет вести огонь как одиночными выстрелами, так и очередями с темпом стрельбы 850 выстрелов в минуту.
Пистолет имеет постоянный нерегулируемый прицел, установленный на дальность 50 м (максимальная дистанция эффективного ведения огня очередями). Для стрельбы очередями пистолет комплектуется отъёмной кобурой-прикладом или отъёмным металлическим плечевым упором, для крепления которых на тыльной стороне рукоятки предусмотрены специальные пазы. Сама пистолетная рукоятка имеет более эргономичную форму, чем неудобная прямая рукоятка Маузера.
Боепитание осуществляется из отъёмного коробчатого магазина на 10 или 20 выстрелов с шахматным расположением патронов, который присоединяется к корпусу пистолета под углом, с наклоном вперёд, что также является заметным внешне отличием от пистолета Маузера.

## Тактико-технические характеристики
- Масса без патронов: 1160 г
- Длина (без приклада): 300 мм
- Длина ствола: 140 мм
- Калибр: 7,62 мм
- Боеприпасы: 7,62×25 мм патрон Тип 51
- Ёмкость магазина: 10 или 20 патронов
- Начальная скорость пули: 470 м/с
- Прицельная дальность: 50 м
- Максимальная дальность: 1000 м
- Скорострельность: 850 выстрелов в минуту

## Недостатки
Основным замыслом конструкторов являлась возможность использования пистолета Тип 80 в качестве пистолета-пулемёта в условиях ближнего боя, чему соответствуют тип боеприпасов, скорострельность и прицельная дальность огня.
Однако на практике было установлено, что после отстрела трёх очередей по 10 выстрелов подряд тонкостенный ствол пистолета нагревался настолько, что при подаче в патронник очередного патрона в течение 10 секунд могло произойти воспламенение капсюля, приводящее к самопроизвольному выстрелу даже при не полностью закрытом затворе.